# Les Tours d'angoisse
Les Tours d'angoisse est un roman noir de Jean-Pierre Bastid et Michel Martens publié en 1974 dans la collection Super noire chez Gallimard.

## Édition
En 1974, chez Gallimard dans la collection Super noire no 4  (ISBN 978-2-070-46004-5).